# Середній герб Пруссії

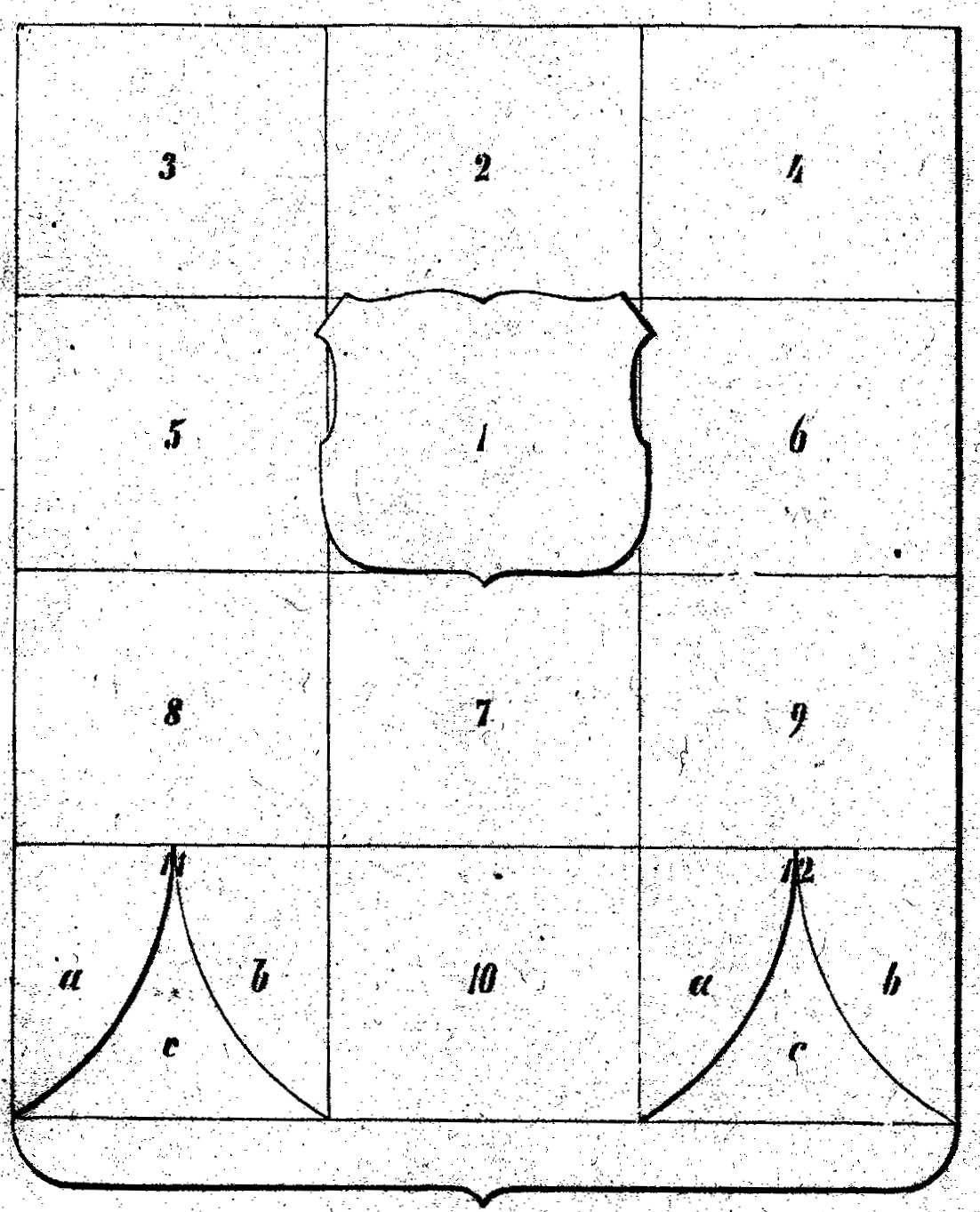
Схема герба згідно з додатком Б указу від 16 серпня 1873 р.

Середній герб Пруссії — середня версія Герба Пруссії. Разом великий і середній королівські герби з королівським титулом короля Пруссії востаннє були виправлені 16 серпня 1873 року шляхом внесення змін до «Височайшого указу від 11 січня 1864 року».

## Опис герба
Герб розділений двічі вздовж і чотири рази впоперек на дванадцять полів і основу щита.
Поділ відповідає схемі герба Прусського декрету:

### 1. Королівство Пруссія
Центральний щит: у срібному полі чорний, озброєний золотом, орел із червоним язиком, увінчаний королівською короною і тримає золотий королівський скіпетр у правій лапі та синю, облямовану золотом і перехрещену імперську державу ліворуч. Крила прикрашають золотисті стебла конюшини. На грудях орла — вензель короля Фрідріха I, переплетені літери FR.

### 2. Марка Бранденбург
У срібному полі червоний озброєний золотом орел з червоним язиком, який прикрашений курхутом. У правій лапі він тримає золотий скіпетр, а в лівій — меч із золотою ручкою. Крила прикрашені золотими стеблинками конюшини. На грудях — синій серцевий щит, у якому зображено вертикальний золотий скіпетр.

### 3. Герцогство Сілезія
У золотому полі чорний, золоторукий, червоноязикий орел, вкритий герцогською короною. На його грудях срібний півмісяць зі срібним хрестом, що проростає між його висхідними кінцями.

### 4. Велике герцогство Нижній Рейн
У срібному полі прусський імператорський орел, на грудях якого зелений щит із зеленим серцем, покритий срібною хвилястою діагональною правою смугою й увінчаний короною.

### 5. Велике герцогство Познанське
У срібному полі прусський імператорський орел, на грудях якого червоний серцевий щит, покритий срібним, золоторуким, червоноязиким, золотокоронованим орлом і короною.

### 6. Герцогство Саксонія
У полі з десятьма горизонтальними смугами золота і чорного кольору зелений діамантовий вінок лежить по діагоналі праворуч.

### 7. Герцогство Вестфальське
У червоному полі здиблений срібний кінь.

### 8-й. Герцогство Померанія
У срібному полі червоний, у золотому озброєнні, червоноязикий грифон.

### 9. Герцогство Люнебург
У золотому полі, всипаному червоними сердечками, синій лев з червоним язиком.

### 10. Бурґграфство Нюрнберг і родовий герб Гогенцоллернів/графство Цоллерн
Поділено на: a. Вгорі в золотій частині, оточеній срібною і червоною облямівкою до дванадцяти, чорний, прямостоячий, червонорукий, червоноязикий і червонокоронований лев з подвійним хвостом (Бурґграфство Нюрнберг), цей герб є оригінальним гербом графів Раабс.
b. Нижче поле у квадраті срібла та чорного (родовий герб Гогенцоллернів і графів Цоллерн).

### 11. Герцогства Гольштейн, Шлезвіг і Лауенбург
a. У червоному квадраті щит, розділений навхрест сріблом і червоним кольором, який супроводжується у двох верхніх кутах і на нижньому краю срібним цвяхом з вістрям всередину, а на верхньому краю і з обох боків срібним листком кропиви (голштинської).
b. У срібному полі два блакитних леви з червоним язиком (Шлезвіг), що ходять один над одним.
в. У червоному полі, оточеному срібною та чорною рамкою з дванадцяти частин, зображена срібна голова коня (Лауенбург).

### 12. Ландграфство Гессен, князівство Нассау та правління Франкфурта a. М.
a. У блакитному полі — червоний коронований лев (Гессен) із вісьмома срібними та червоними смугами. У блакитному полі, всипаному ромбоподібними золотими гонтами, — золотий коронований лев з червоним язиком (Нассау).
в. У червоному полі срібний, озброєний золотом і червоноязий орел (Франкфурт а. М.)